# Digital Millennium Copyright Act

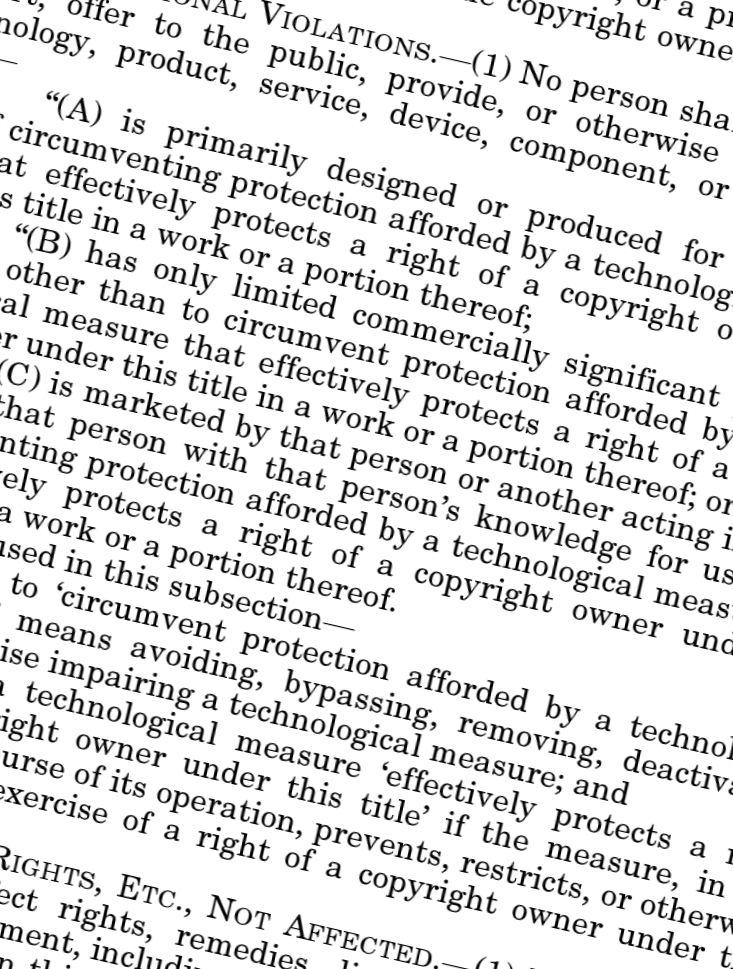
Részlet a digitális millenniumi szerzői jogi törvényből

A Digital Millennium Copyright Act (DMCA) egy 1998-ban beiktatott amerikai törvény, célja a digitális szerzői jogok megsértése elleni fellépés. A DMCA a szellemi tulajdonjogokkal kapcsolatos problémák digitális vonzataival foglalkozik és kifejezetten kiemeli az interneten történő szerzőijog-sértést. A törvény többek között lehetőséget ad a másolásvédelmi technológiák kikerülésének tiltására. A másolásvédelmet még saját használatra készülő másolat esetén is tilos feltörni, illetve a másolásvédelem feltörésének mechanizmusát is tilos továbbadni.
A DMCA-t számos kritika érte a korlátozások és a tiltások miatt.
A DMCA európai uniós megfelelője az információs társadalomban a szerzői és szomszédos jogok egyes vonatkozásainak összehangolásáról szóló 2001. május 22-i 2001/29/EK európai parlamenti és tanácsi irányelv.